# گورستان آق گول
گورستان آق گول مربوط به عصر آهن ۱ است و در شهرستان کوثر، بخش فیروز، دهستان زرج آباد، روستای هشین واقع شده و این اثر در تاریخ ۲۶ اسفند ۱۳۸۷ با شمارهٔ ثبت ۲۵۸۴۵ به‌عنوان یکی از آثار ملی ایران به ثبت رسیده است.اوایل انقلاب سوجویان زیادی به قبرستانهای تاریخی هشین هجوم آوردن وبخش اعظمی از قبور ارزشمند تاریخی رو ازبین برده یا اثار آن را به یغما بردند،قبرهای باستانی بسیار زیادی در این حومه وجود دارد که از روستای هشین شروع شده ودر امتداد اراضی روستاهای رستم آباد زاویه زرج آباد ،احمد آباد ،خصوصا روستای زرج آباد وروستاهای همجوار ،کشیده شدا است وآثار تاریخی وفرهنگی بسیار ارزشمندی رو در سینه خود پنهان کرده اند که نشان از یک فرهنگ وتمدن غنی از دستاوردهای صنایع دستی،کشاورزی وفرهنگی میدهد.
تا